# کوله‌گردی

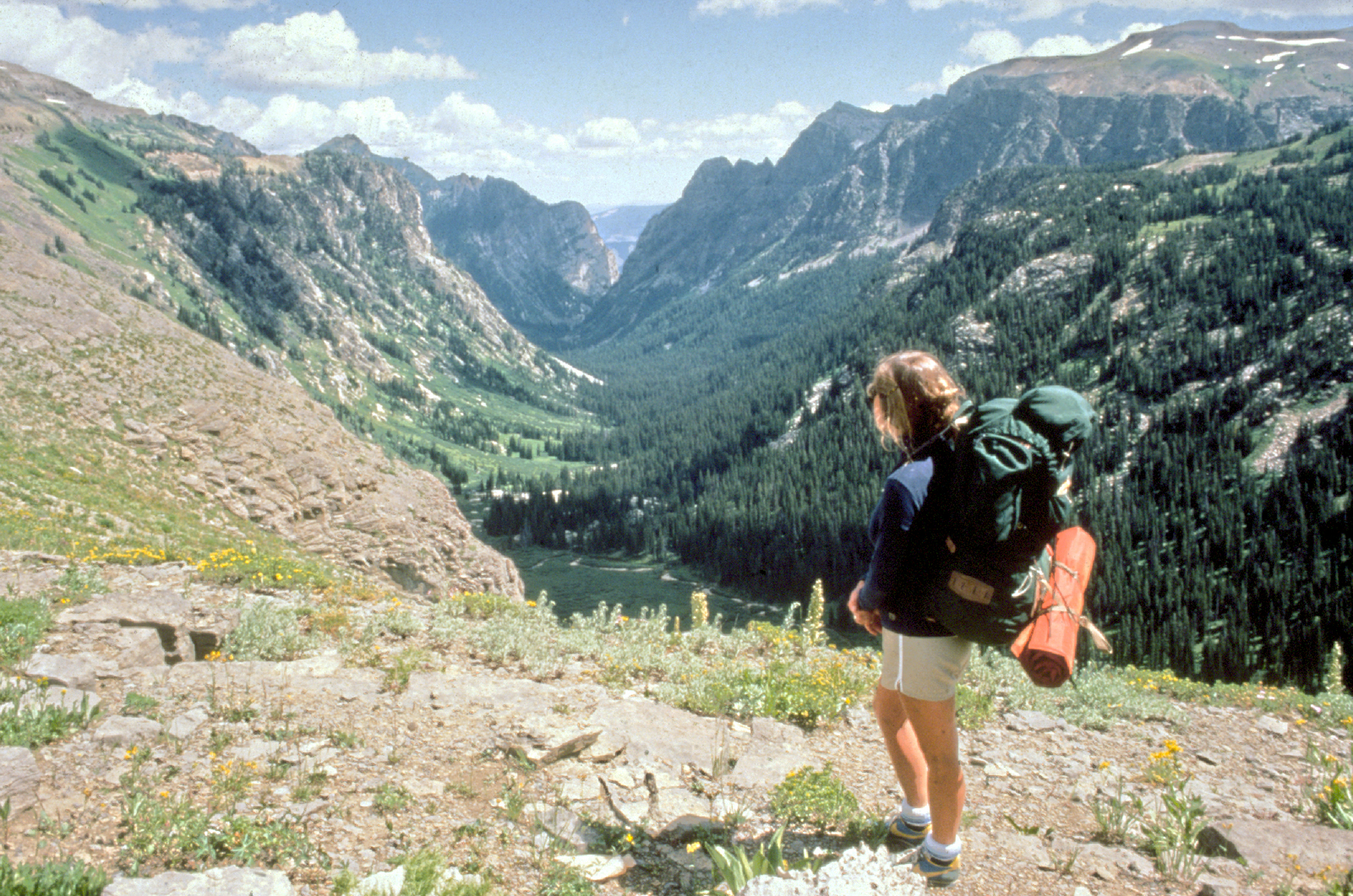
کوله‌گردی در پارک ملی تتون بزرگ، وایومینگ آمریکا.

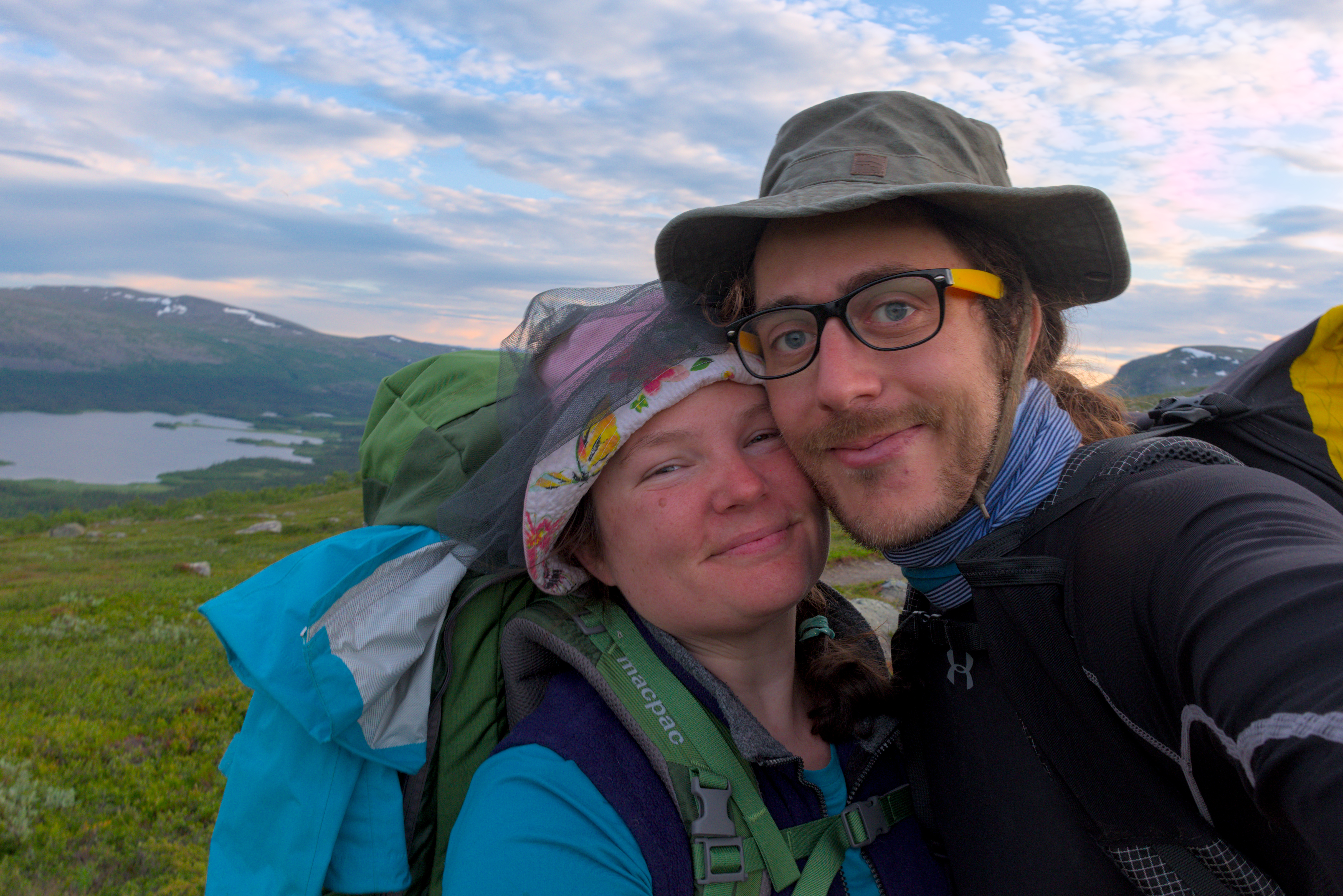
یک زوج کوله‌گرد در پارک ملی سارلک (en) در لاپلاند، سوئد.

کوله‌گَردی (به انگلیسی: backpacking) سفر یا پیاده‌روی طولانی است که در آن گردشگر برای حمل پوشاک و وسایل خود از کوله‌پشتی استفاده می‌کند.
برخی جوانان با کوله‌گردی و رایگان‌سواری گونه‌ای مسافرت ارزان‌قیمت را تجربه می‌کنند و پس از رسیدن به شهرهای سر راه در مسافرخانه و مهمان‌سرای جوانان اقامت‌های کوتاه دارند.
کوله‌گردان معمولاً به قصد دیدن طبیعت و پیمودن مسیرهای پیاده خارج از جاده به راه می‌افتند.
کوله‌گردی به لحاظ تاریخی برای سفرهای کم‌هزینه، مستقل و بین‌المللی استفاده شده‌است. عواملی که به‌طور سنتی باعث تمایز کوله‌گردی از انواع دیگر گردشگری می‌شود استفاده از حمل و نقل عمومی به عنوان وسیله سفر، خوابگاه‌های جوانان به جای هتل سنتی، زمان طولانی سفر در مقابل تعطیلات مرسوم، علافه به ملاقات و مراوده با مردم بومی محلی در کنار دیدن مناظر و غیره‌ است.